# Phrurotimpus palustris
Espèce
Synonymes
- Phrurolithus palustris Banks, 1892

Phrurotimpus palustris est une espèce d'araignées aranéomorphes de la famille des Phrurolithidae.

## Distribution
Cette espèce se rencontre aux États-Unis et au Canada. Elle a été observée en Nouvelle-Écosse, au Québec, en Ontario, au Maine, au New Hampshire, au Vermont, au Massachusetts, au Rhode Island, au Connecticut, dans l'État de New York, au New Jersey, au Pennsylvanie, au Maryland, à Washington, en Virginie-Occidentale, en Virginie, en Caroline du Nord, au Tennessee, au Kentucky, en Ohio, au Michigan, en Indiana, en Illinois, au Wisconsin, au Minnesota, en Iowa, au Missouri, au Kansas et au Nebraska.

## Description
Le mâle décrit par Platnick en 2019 mesure 1,78 mm et la femelle 2,32 mm.

## Systématique et taxinomie
Cette espèce a été décrite sous le protonyme Phrurolithus palustris par Banks en 1892. Elle est placée en synonymie avec Phrurolithus alarius par Emerton en 1911. Elle est relevée de synonymie par Platnick en 2019.

## Publication originale
- Banks, 1892 : The spider fauna of the Upper Cayuga Lake Basin. Proceedings of the Academy of Natural Sciences of Philadelphia, vol. 1892, p. 11-81 (texte intégral).